# Actinostemma lobatum
Actinostemma lobatum là một loài thực vật có hoa trong họ Cucurbitaceae. Loài này được Karl Maximovich mô tả khoa học đầu tiên năm 1859 theo mẫu thu thập tại khu vực Amur năm 1855 dưới danh pháp Mitrosicyos lobatus. Năm 1873, Adrien René Franchet và Paul Amedée Ludovic Savatier chuyển nó sang chi Actinostemma.

## Phân bố
Loài bản địa khu vực Viễn Đông Nga (Amur, Chita, Khabarovsk, Primorye), Nhật Bản, bán đảo Triều Tiên và đông bắc Trung Quốc (Mãn Châu).